# ریشه هوایی

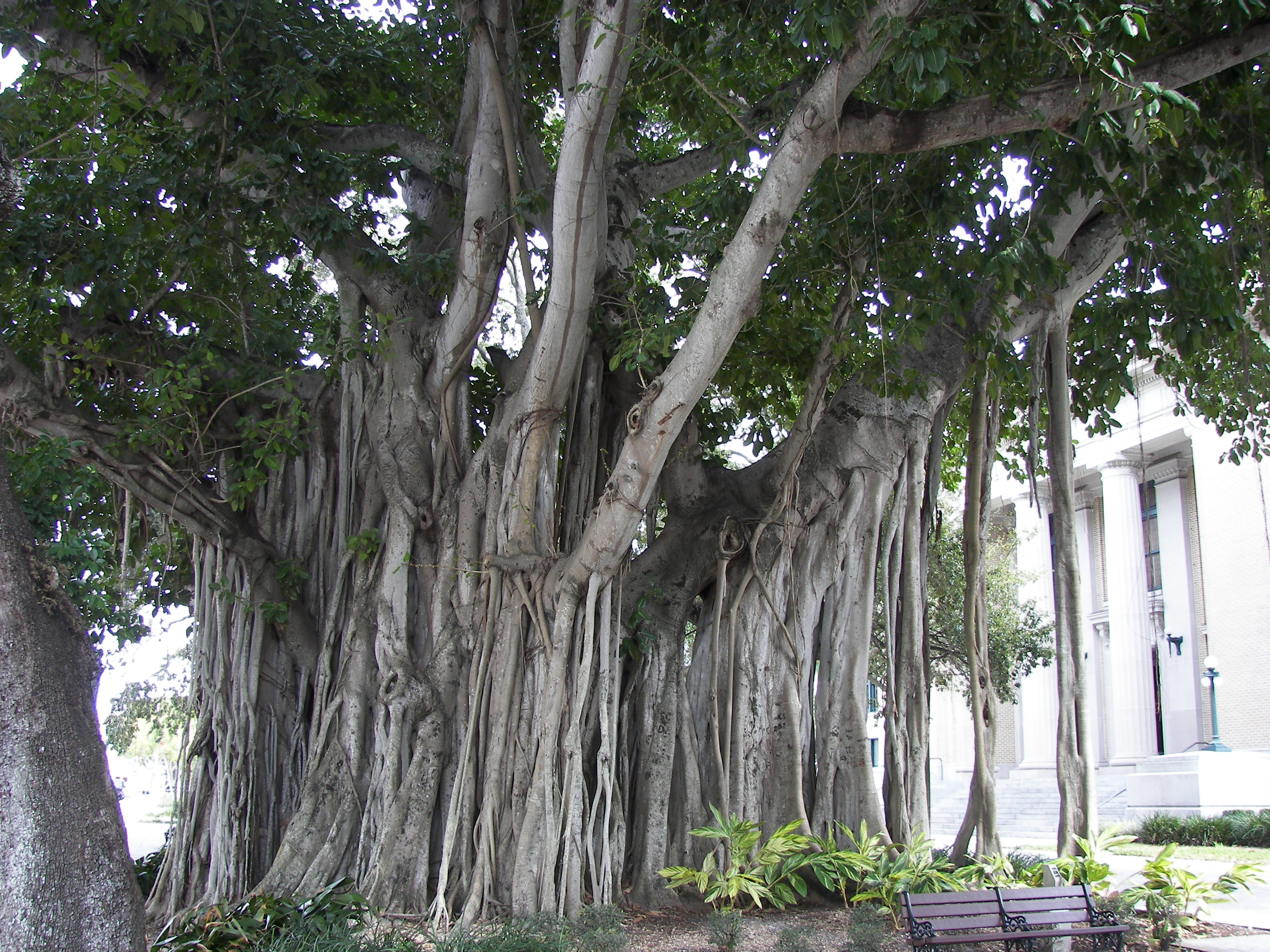
درختان بانیان (انجیر هندی)

ریشه هوایی به ریشه‌هایی می‌گویند که بالاتر از سطح زمین قرار دارند و در بیشتر اوقات به‌صورت عارضی و نابه‌جا پدید می‌آیند؛ یعنی ریشه‌ای محسوب می‌گردند که به غیر از موقعیت طبیعی می‌روید. این ریشه‌های در گیاهان گوناگونی دیده شده‌اند؛ از جمله آن می‌توان به گیاه‌های هوایی مثل ارکیده‌ها، درختان باتلاقی استوایی مثل مانگرو، درختان انجیر هندی و گیاهان بالارونده مثل پاپیتال و پیچک سمی، اشاره کرد.

## انواع

### ریشه تکیه‌ای

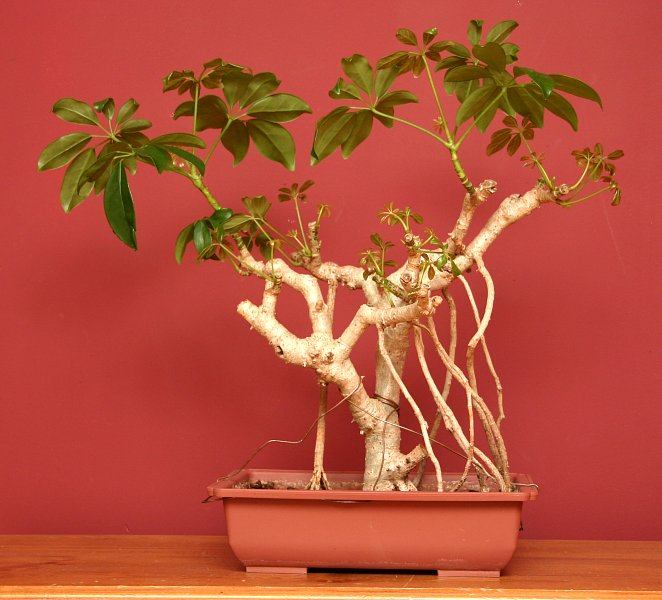
یک گیاه بونسای از گونه شفلرا آربوریکلا با ریشه‌های هوایی

ریشه‌ای تکیه‌ای (به انگلیسی: Prop root) رایج‌ترین نوع است که برای مثال می‌توان آن را در درختان انجیر هندی (بانیان) دید. این‌ها زندگی خود را به عنوان یک گیاه هوایی روی تاج درخت دیگر آغاز می‌کنند و ریشه‌هایشان شروع به پیچیدن دور ساقه میزبان می‌کند. بعد از رسیدن ریشه‌ها به زمین، سرعت رشد این گیاهان افزایش می‌یابد.

### ریشه تنفسی

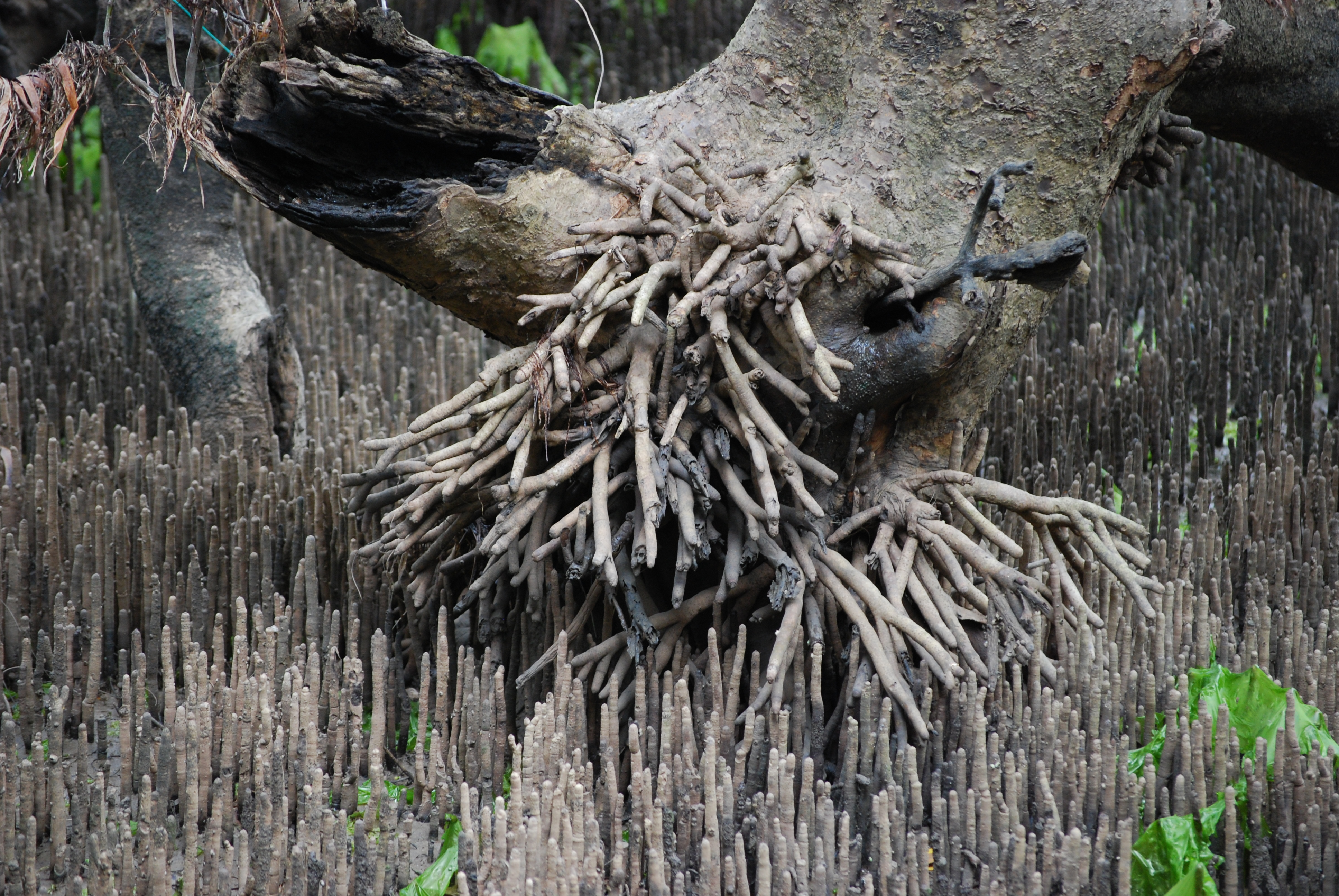
گیاه حرا (ریشه پنوماتوفور)

ریشه تنفسی یا پنوماتوفور (به انگلیسی: Pneumatophore) در گیاهان آبزی وجود دارد. ساختار پنوماتوفور از آب خارجی می‌شود و تنفس لازم ریشه‌ای را برای گونه‌های مانگرو را فراهم می‌کند.

### ریشه مکنده
ریشه مکنده هوایی یا هاستوریوم هوایی در گیاهان انگلی وجود دارد و به صورت اندام مکنده است. این گیاهان به میزبان خود می‌چسبند و ریشه را از طریق سطح به میزبان وارد می‌کنند. مثالی از ریشه هوایی مکنده را می‌توان در سرده دارواش یافت.

### ریشه گسترنده
ریشه‌های هوایی گسترنده معمولاً از ساقه‌های افقی که بالاتر از زمین قرار دارند، به وجود می‌آیند و در جهت گسترش گیاه حرکت می‌کنند.